# Paracytheroma stephensoni
Paracytheroma stephensoni is een mosselkreeftjessoort uit de familie van de Cytheromatidae. De wetenschappelijke naam van de soort is voor het eerst geldig gepubliceerd in 1954 door Puri.